# Okolica (Siedliszowice)
Okolica – część wsi Siedliszowice w Polsce, położona w województwie małopolskim, w powiecie tarnowskim, w gminie Żabno.
W latach 1975–1998 Okolica położona była w województwie tarnowskim.